# نوربيرتو كولادو آبرو
نوربيرتو كولادو آبرو هو عسكري كوبي، ولد في 23 فبراير 1921 في La Habana Province (1976–2010) ‏ في كوبا، وتوفي في 2 أبريل 2008 في كوبا.